# آوغست مولر
آوغست مُولّر (بالألمانية: August Müller)‏ (1264 - 1310 ه‍ / 1848 - 1892 م) هو مستشرق ألماني.
من أبرز أعماله نشر «عيون الأنباء في طبقات الأطباء» لابن أبي أصيبعة. ومعلقة امرئ القيس مع شروح ألمانية.